# Le Vintrou
Le Vintrou är en kommun i departementet Tarn i regionen Occitanien i södra Frankrike. Kommunen ligger i kantonen Mazamet-Nord-Est som tillhör arrondissementet Castres. År 2022 hade Le Vintrou 91 invånare.

## Befolkningsutveckling
Antalet invånare i kommunen Le Vintrou
| Referens: INSEE |